# Дубьюк (Айова)
Дубьюк (англ. Dubuque) — город и административный центр округа Дубьюк в Айове в Соединённых Штатах Америки расположенный вдоль реки Миссисипи. В ряде дореволюционных русскоязычных энциклопедий, в частности в «ЭСБЕ», описывается как Дюбюк.
На момент переписи 2020 года население Дубьюка составляло 59 667 человек.

## История
Испания получила контроль над территорией Луизианы к западу от реки Миссисипи после поражения французов в 1763 году; британцы захватили всю территорию к востоку.

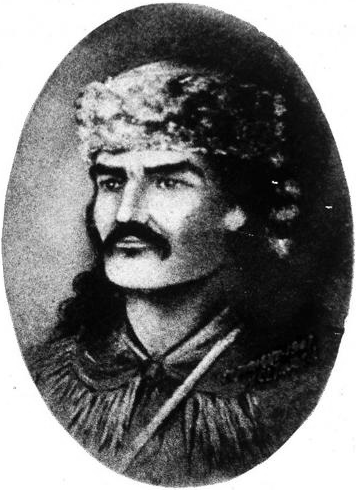
Жюльен Дюбюк

Первым постоянным европейским поселенцем на территории, на которой сейчас расположен город, был первопроходец Жюльен Дюбюк, прибывший сюда в 1785 году. В 1788 году он получил разрешение от испанского правительства и местного племени мескваки на разработку месторождений свинца в этом районе. Контроль над Луизианой и шахтами Дюбюка ненадолго перешел обратно к Франции в 1800 году, а затем к Соединённым Штатам в 1803 году после Луизианской покупки. Мескваки продолжали добывать металлы при полной поддержке правительства США до 1830 года, пока не были незаконно вытеснены из района добычи американскими старателями. Город был назван в честь Жюльена Дюбюка, который построил свой дом на южном конце большой плоской равнины, прилегающей к реке Миссисипи.
После того, как шахты были истощены, в городе стали быстро развиваться другие отрасли промышленности. Дубьюк стал центром лесной промышленности из-за своей близости к лесам в Миннесоте и Висконсине, и позже в нём доминировали различные предприятия по обработке древесины. Также развивалось судостроение, пивоварение, а позднее и железнодорожные отрасли.
С середины XIX и до начала XIX века тысячи бедных немецких и ирландских католических иммигрантов приезжали в город, чтобы работать в производстве. Крупные римско-католические общины города привели к тому, что он был назначен резиденцией недавно созданной архиепархии Дюбюка. Было построено множество монастырей, аббатств и других религиозных учреждений. Кафедральным собором архиепархии Дубьюка является собор святого Рафаила.

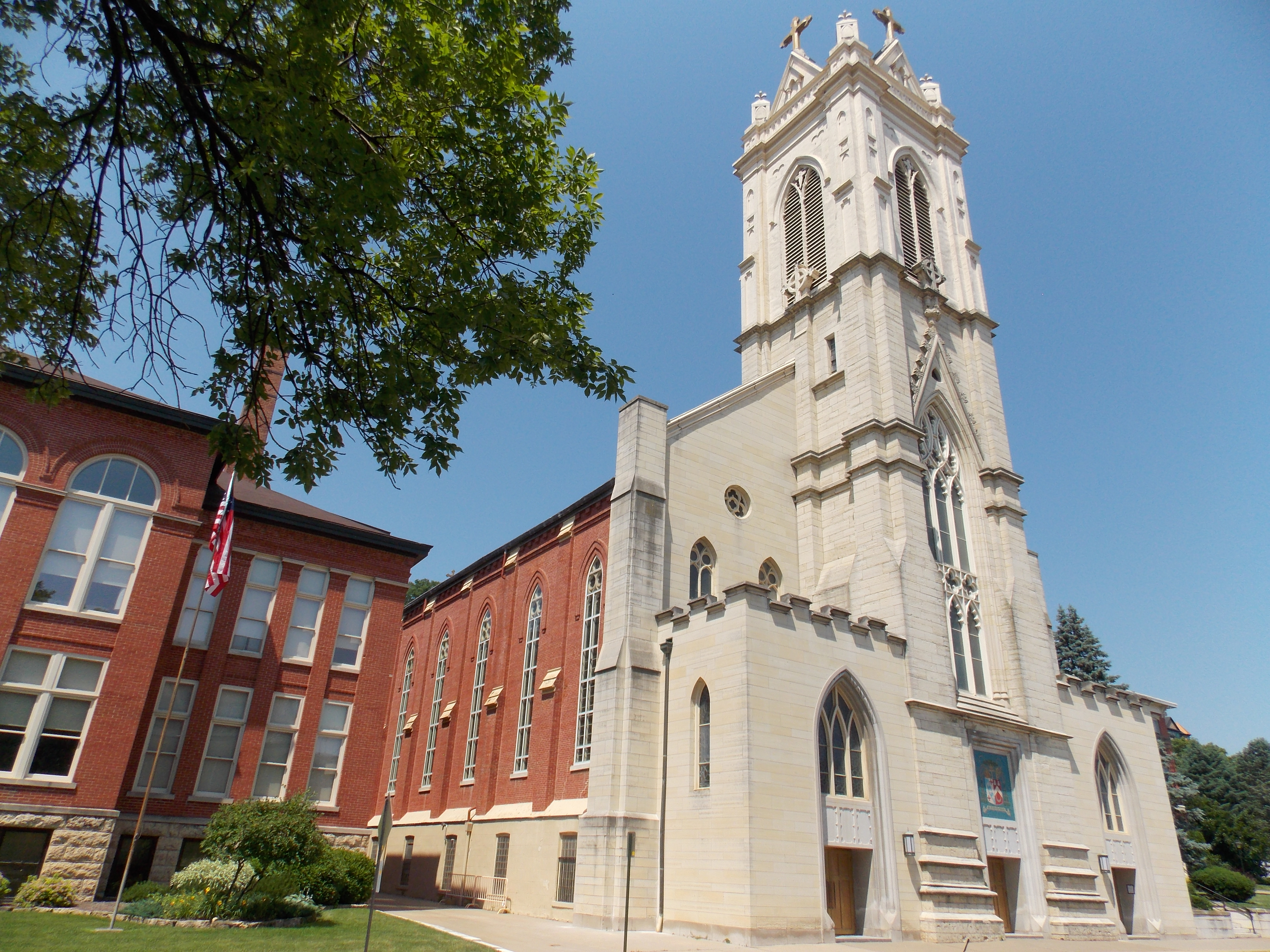
Собор святого Рафаила (Дубьюк)

Туризм, технологии и издательское дело в настоящее время входят в число крупнейших и наиболее быстрорастущих видов бизнеса. Ежегодно Дубьюк привлекает более двух миллионов туристов.
В городе расположены пять высших учебных заведений.
Пять раз (2007, 2012, 2013, 2017, 2019) город был награждён премией All-America City Award (с англ. — «Всеамериканский город») присуждаемой Национальной гражданской лигой, которую неофициально называют «Нобелевской премией за конструктивное гражданство» и которая выдается за активную гражданскую позицию жителей некорпоративных сообществ Соединённых Штатов в жизни местного самоуправления.
По анализу данных о здоровье жителей США за 2023 год Дубьюк был определён как самый пьющий город в США, в котором 27,4% взрослых злоупотребляют алкоголем.

## География
По данным Бюро переписи населения США, общая площадь города составляет 31,22 квадратных миль (80,86 км2), из которых 29,97 квадратных миль (77,62 км2) приходится на сушу, а 1,25 квадратных миль (3,24 км2) покрыто водой.